# Batalla de Altenburg
La Batalla de Altenburg el 28 de septiembre de 1813 tuvo lugar durante la Sexta Coalición, la batalla fue llevada a cabo por el Streifkorp bajo el mando del general sajon Johann von Thielmann comandanto siete regimientos cosacos, escuadrones de husares y dragones, y un destacamento sajón de Freikorps que sumaba aproximadamente 1.500 jinetes. El objetivo de la batalla era interrumpir las línea de comunicación francesas (45 km) al sur de Leipzig poco después de la Batalla de Leipzig. El contingente austriaco comandado por Emmanuel von Mensdorff-Pouilly y el general del contingente ruso cosaco  Matvéi Plátov.

## Trasfondo
La batalla fue la culminación de una incursión de la caballería de Thielmann que logro atacar con éxito las líneas de comunicación de las rutas entre Érfurt y Leipzig en el valle del Saale.

## Batalla
Thielmann sorprendido completamente y rodeó a una gran fuerza de caballería, incluyendo Caballería de la guardia Imperial y una pequeña fuerza de infantería del 2.º regimiento de infantería de badén (Regimiento-Infanteria No.2 ‘Markgraf Wilhelm’) nominalmente bajo el comando del general Charles Lefebvre-Desnouettes con 8.000 hombres. Los franceses, completamente sorprendidos y desmoralizados, huyeron hacia Altemburgo perdiendo un tercio de su ejército (2.100), en el proceso la infanteria de baden fue capturada, pese a los intentos de resistirse. Thielmann perdió solo 200 jinetes.

## Links externos
- Wikimedia Commons alberga una galería multimedia sobre Batalla de Altenburg.